# 翻译精灵
翻译精灵（英語：TalkMan）是由索尼电脑娱乐为PlayStation Portable所开发的一款声控即时翻译软件游戏。初版支持日语、英语、韩语与中文（普通话）四种语言的互译，在实体包装上印有美、韩、中、日四国的国旗，以表支持这四种语言。后来推出的针对欧洲语言所设计的“Talkman Euro”则增加了对意大利语、西班牙语、德语和法语的支持。翻译精灵最早在2005年11月17日于日本发售，美国版本“Talkman Travel”则是在2008年8月5日通过PlayStation Store发售，“TalkMan”这个名字参考自索尼推出的便携播放器Walkman。
在翻译精灵中，玩家需要透过角色Max进行翻译，游戏场景就设定在主角Max的家中，在游戏的翻译页面内预设了28个场景分类，玩家需要在每个场景下选择游戏预设好的一些对应短句进行翻译，总共有3000个对应不同场景的预设短句可供选择。
除了直接选择游戏预设好的短句进行翻译，玩家还可以透过声控进行翻译，不过这项功能也只是透过玩家的发音在预设短句中寻找同义或近义句后输出翻译内容，因为该游戏仅支持翻译预设的3000个短句，另外，除了翻译，翻译精灵还有一个“游戏模式”，玩家可以在此模式中练习与学习外语发音。为了支持声控，在翻译精灵的实体版盒内附有一个采用Mini USB接口的麦克风外设，玩家可以把它插在PSP顶部的Mini USB接口上配合翻译精灵使用。透过此外设，玩家就可以使用游戏的声控翻译与语言学习功能。

## 引用
1. ↑  巴哈姆特. . 巴哈姆特電玩資訊站.   [2023-04-05]. （原始内容存档于2023-04-07）.
2. ↑  . GameSpot.   [2023-04-05]. （原始内容存档于2023-04-06） （美国英语）.
3. ↑  . Eurogamer.net. 2006-06-14  [2023-04-05]. （原始内容存档于2023-04-06） （英国英语）.
4. ↑  . web.archive.org. 2006-11-12  [2023-04-05]. 原始内容存档于2006-11-12.